# Ellede
Ellede er en bydel i Kalundborg. Den ligger i Raklev Sogn og var tidligere en landsby, men Kalundborg er de senere år vokset mod nordvest, så Ellede er blevet en del af byen.

## Historie
Ellede landsby bestod i 1682 af 7 gårde og 1 hus uden jord. Det samlede dyrkede areal udgjorde 237,1 tønder land skyldsat til 57,90 tønder hartkorn. Dyrkningsformen var trevangsbrug.